# Llista d'asteroides/182501-182600
| Nom           | Designació provisional | Data de descobriment   | Lloc de descobriment | Descobridor/s  |
| ------------- | ---------------------- | ---------------------- | -------------------- | -------------- |
| 182501 -      | 2001 SH219             | 19 de setembre de 2001 | Socorro              | LINEAR         |
| 182502 -      | 2001 SQ224             | 19 de setembre de 2001 | Socorro              | LINEAR         |
| 182503 -      | 2001 SQ242             | 19 de setembre de 2001 | Socorro              | LINEAR         |
| 182504 -      | 2001 SP245             | 19 de setembre de 2001 | Socorro              | LINEAR         |
| 182505 -      | 2001 SW245             | 19 de setembre de 2001 | Socorro              | LINEAR         |
| 182506 -      | 2001 SL251             | 19 de setembre de 2001 | Socorro              | LINEAR         |
| 182507 -      | 2001 SN251             | 19 de setembre de 2001 | Socorro              | LINEAR         |
| 182508 -      | 2001 SA253             | 19 de setembre de 2001 | Socorro              | LINEAR         |
| 182509 -      | 2001 SV255             | 19 de setembre de 2001 | Socorro              | LINEAR         |
| 182510 -      | 2001 SZ255             | 19 de setembre de 2001 | Socorro              | LINEAR         |
| 182511 -      | 2001 SC258             | 20 de setembre de 2001 | Socorro              | LINEAR         |
| 182512 -      | 2001 SL268             | 25 de setembre de 2001 | Desert Eagle         | W. K. Y. Yeung |
| 182513 -      | 2001 SM269             | 19 de setembre de 2001 | Kitt Peak            | Spacewatch     |
| 182514 -      | 2001 SH274             | 20 de setembre de 2001 | Kitt Peak            | Spacewatch     |
| 182515 -      | 2001 SS276             | 21 de setembre de 2001 | Palomar              | NEAT           |
| 182516 -      | 2001 SK293             | 19 de setembre de 2001 | Socorro              | LINEAR         |
| 182517 -      | 2001 SC294             | 19 de setembre de 2001 | Socorro              | LINEAR         |
| 182518 -      | 2001 SL314             | 23 de setembre de 2001 | Socorro              | LINEAR         |
| 182519 -      | 2001 ST317             | 19 de setembre de 2001 | Socorro              | LINEAR         |
| 182520 -      | 2001 SU320             | 21 de setembre de 2001 | Socorro              | LINEAR         |
| 182521 -      | 2001 SU327             | 18 de setembre de 2001 | Anderson Mesa        | LONEOS         |
| 182522 -      | 2001 SZ337             | 20 de setembre de 2001 | Socorro              | LINEAR         |
| 182523 -      | 2001 SK339             | 21 de setembre de 2001 | Socorro              | LINEAR         |
| 182524 -      | 2001 SN342             | 21 de setembre de 2001 | Socorro              | LINEAR         |
| 182525 -      | 2001 SX349             | 19 de setembre de 2001 | Socorro              | LINEAR         |
| 182526 -      | 2001 SH353             | 19 de setembre de 2001 | Socorro              | LINEAR         |
| 182527 -      | 2001 TW6               | 10 d'octubre de 2001   | Palomar              | NEAT           |
| 182528 -      | 2001 TY9               | 13 d'octubre de 2001   | Socorro              | LINEAR         |
| 182529 -      | 2001 TE10              | 13 d'octubre de 2001   | Socorro              | LINEAR         |
| 182530 -      | 2001 TT10              | 13 d'octubre de 2001   | Socorro              | LINEAR         |
| 182531 -      | 2001 TO22              | 13 d'octubre de 2001   | Socorro              | LINEAR         |
| 182532 -      | 2001 TU23              | 14 d'octubre de 2001   | Socorro              | LINEAR         |
| 182533 -      | 2001 TA24              | 14 d'octubre de 2001   | Socorro              | LINEAR         |
| 182534 -      | 2001 TM25              | 14 d'octubre de 2001   | Socorro              | LINEAR         |
| 182535 -      | 2001 TL29              | 14 d'octubre de 2001   | Socorro              | LINEAR         |
| 182536 -      | 2001 TN31              | 14 d'octubre de 2001   | Socorro              | LINEAR         |
| 182537 -      | 2001 TH35              | 14 d'octubre de 2001   | Socorro              | LINEAR         |
| 182538 -      | 2001 TO39              | 14 d'octubre de 2001   | Socorro              | LINEAR         |
| 182539 -      | 2001 TS45              | 11 d'octubre de 2001   | Socorro              | LINEAR         |
| 182540 -      | 2001 TS49              | 11 d'octubre de 2001   | Socorro              | LINEAR         |
| 182541 -      | 2001 TP51              | 13 d'octubre de 2001   | Socorro              | LINEAR         |
| 182542 -      | 2001 TH57              | 13 d'octubre de 2001   | Socorro              | LINEAR         |
| 182543 -      | 2001 TQ62              | 13 d'octubre de 2001   | Socorro              | LINEAR         |
| 182544 -      | 2001 TF64              | 13 d'octubre de 2001   | Socorro              | LINEAR         |
| 182545 -      | 2001 TQ73              | 13 d'octubre de 2001   | Socorro              | LINEAR         |
| 182546 -      | 2001 TE82              | 14 d'octubre de 2001   | Socorro              | LINEAR         |
| 182547 -      | 2001 TK83              | 14 d'octubre de 2001   | Socorro              | LINEAR         |
| 182548 -      | 2001 TS83              | 14 d'octubre de 2001   | Socorro              | LINEAR         |
| 182549 -      | 2001 TG86              | 14 d'octubre de 2001   | Socorro              | LINEAR         |
| 182550 -      | 2001 TS86              | 14 d'octubre de 2001   | Socorro              | LINEAR         |
| 182551 -      | 2001 TP89              | 14 d'octubre de 2001   | Socorro              | LINEAR         |
| 182552 -      | 2001 TA100             | 14 d'octubre de 2001   | Socorro              | LINEAR         |
| 182553 -      | 2001 TW100             | 14 d'octubre de 2001   | Socorro              | LINEAR         |
| 182554 -      | 2001 TO111             | 14 d'octubre de 2001   | Socorro              | LINEAR         |
| 182555 -      | 2001 TZ112             | 14 d'octubre de 2001   | Socorro              | LINEAR         |
| 182556 -      | 2001 TD113             | 14 d'octubre de 2001   | Socorro              | LINEAR         |
| 182557 -      | 2001 TW114             | 14 d'octubre de 2001   | Socorro              | LINEAR         |
| 182558 -      | 2001 TX115             | 14 d'octubre de 2001   | Socorro              | LINEAR         |
| 182559 -      | 2001 TM126             | 13 d'octubre de 2001   | Kitt Peak            | Spacewatch     |
| 182560 -      | 2001 TE129             | 14 d'octubre de 2001   | Kitt Peak            | Spacewatch     |
| 182561 -      | 2001 TG130             | 15 d'octubre de 2001   | Kitt Peak            | Spacewatch     |
| 182562 -      | 2001 TK138             | 10 d'octubre de 2001   | Palomar              | NEAT           |
| 182563 -      | 2001 TA139             | 10 d'octubre de 2001   | Palomar              | NEAT           |
| 182564 -      | 2001 TL139             | 10 d'octubre de 2001   | Palomar              | NEAT           |
| 182565 -      | 2001 TN145             | 10 d'octubre de 2001   | Palomar              | NEAT           |
| 182566 -      | 2001 TT145             | 10 d'octubre de 2001   | Palomar              | NEAT           |
| 182567 -      | 2001 TQ146             | 10 d'octubre de 2001   | Palomar              | NEAT           |
| 182568 -      | 2001 TS148             | 10 d'octubre de 2001   | Palomar              | NEAT           |
| 182569 -      | 2001 TN149             | 10 d'octubre de 2001   | Palomar              | NEAT           |
| 182570 -      | 2001 TG151             | 10 d'octubre de 2001   | Palomar              | NEAT           |
| 182571 -      | 2001 TP156             | 14 d'octubre de 2001   | Kitt Peak            | Spacewatch     |
| 182572 -      | 2001 TM158             | 11 d'octubre de 2001   | Palomar              | NEAT           |
| 182573 -      | 2001 TF160             | 15 d'octubre de 2001   | Palomar              | NEAT           |
| 182574 -      | 2001 TR164             | 11 d'octubre de 2001   | Palomar              | NEAT           |
| 182575 -      | 2001 TC173             | 13 d'octubre de 2001   | Socorro              | LINEAR         |
| 182576 -      | 2001 TW174             | 15 d'octubre de 2001   | Socorro              | LINEAR         |
| 182577 -      | 2001 TB175             | 15 d'octubre de 2001   | Socorro              | LINEAR         |
| 182578 -      | 2001 TF175             | 14 d'octubre de 2001   | Socorro              | LINEAR         |
| 182579 -      | 2001 TK176             | 14 d'octubre de 2001   | Socorro              | LINEAR         |
| 182580 -      | 2001 TA177             | 14 d'octubre de 2001   | Socorro              | LINEAR         |
| 182581 -      | 2001 TA187             | 14 d'octubre de 2001   | Socorro              | LINEAR         |
| 182582 -      | 2001 TK192             | 14 d'octubre de 2001   | Socorro              | LINEAR         |
| 182583 -      | 2001 TH198             | 11 d'octubre de 2001   | Socorro              | LINEAR         |
| 182584 -      | 2001 TO207             | 11 d'octubre de 2001   | Palomar              | NEAT           |
| 182585 -      | 2001 TB219             | 14 d'octubre de 2001   | Anderson Mesa        | LONEOS         |
| 182586 -      | 2001 TB224             | 14 d'octubre de 2001   | Socorro              | LINEAR         |
| 182587 -      | 2001 TX224             | 14 d'octubre de 2001   | Socorro              | LINEAR         |
| 182588 -      | 2001 TA226             | 14 d'octubre de 2001   | Palomar              | NEAT           |
| 182589 -      | 2001 TV230             | 15 d'octubre de 2001   | Palomar              | NEAT           |
| 182590 -      | 2001 TA245             | 14 d'octubre de 2001   | Apache Point         | SDSS           |
| 182591 -      | 2001 TG247             | 14 d'octubre de 2001   | Apache Point         | SDSS           |
| 182592 Jolana | 2001 TF257             | 8 d'octubre de 2001    | Palomar              | NEAT           |
| 182593 -      | 2001 UL1               | 19 d'octubre de 2001   | Nacogdoches          | Nacogdoches    |
| 182594 -      | 2001 UD2               | 17 d'octubre de 2001   | Socorro              | LINEAR         |
| 182595 -      | 2001 UH18              | 29 d'octubre de 2001   | Emerald Lane         | L. Ball        |
| 182596 -      | 2001 US21              | 17 d'octubre de 2001   | Socorro              | LINEAR         |
| 182597 -      | 2001 UE28              | 16 d'octubre de 2001   | Socorro              | LINEAR         |
| 182598 -      | 2001 UA32              | 16 d'octubre de 2001   | Socorro              | LINEAR         |
| 182599 -      | 2001 UE33              | 16 d'octubre de 2001   | Socorro              | LINEAR         |
| 182600 -      | 2001 UL35              | 16 d'octubre de 2001   | Socorro              | LINEAR         |